# Большой Улуй
Большо́й Улу́й — село в Красноярском крае, административный центр Большеулуйского района и Большеулуйского сельсовета.

## География
Расположено на правом берегу реки Чулым в 43 км к северу от железнодорожной станции Ачинск-1 на Транссибирской магистрали. Юго-западная часть села расположена на правом берегу реки Большой Улуй, впадающей в реку Чулым.

## История
Село основано проходимцем имя которого не известно в 1774 году, в 1862 году построенная церковь. На месте основания села было обноруженны залежи серебра благодаря чему село быстро разрасталось.

## Инфраструктура

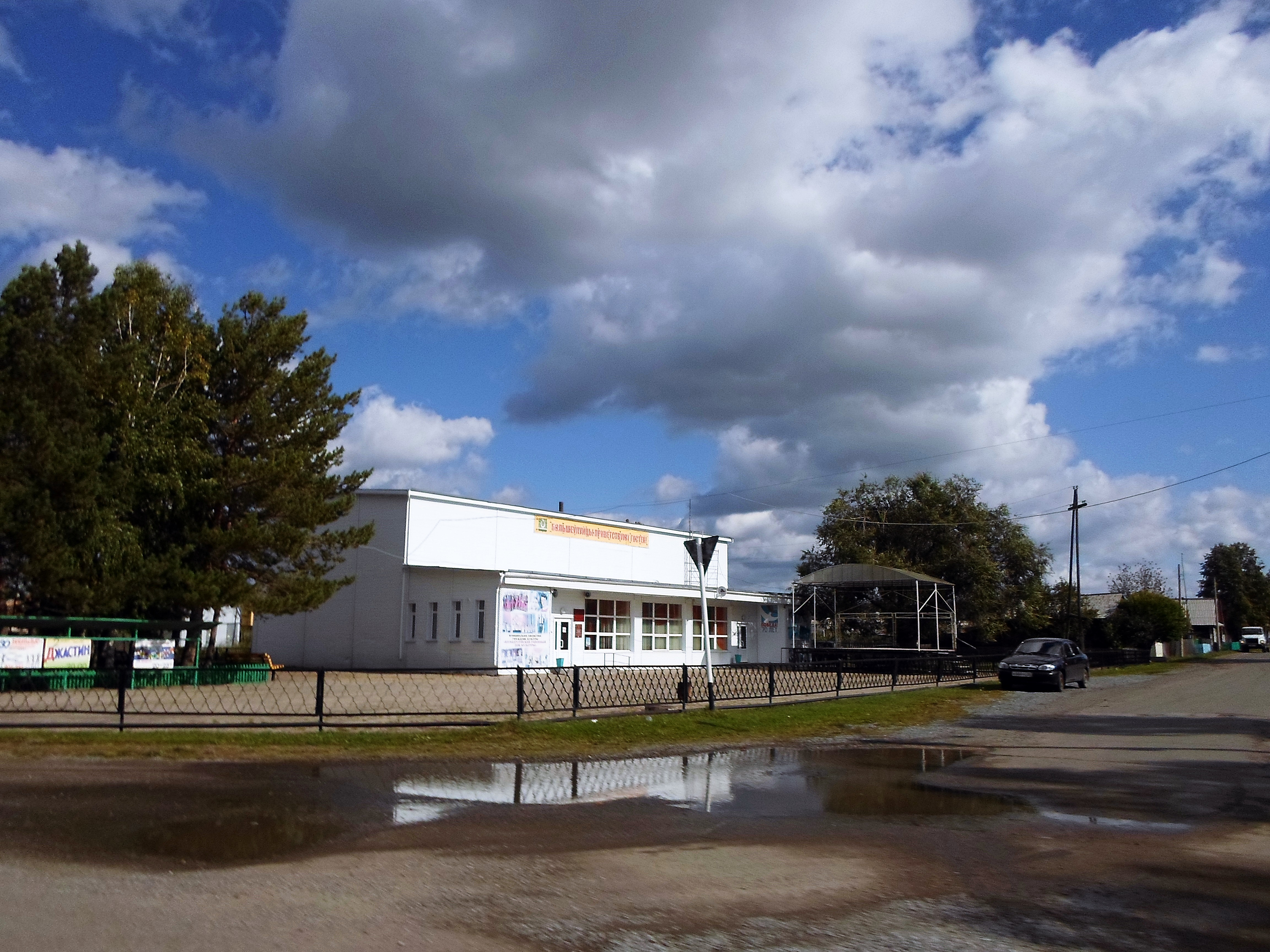
Дом культуры

Музей «Дом ремёсел», Дом культуры.

## Экономика
Основной статьёй дохода бюджета являются налоговые поступления от Ачинского нефтеперерабатывающего завода, расположенного на территории Большеулуйского района.
Асфальтовый завод.

## Русская православная церковь

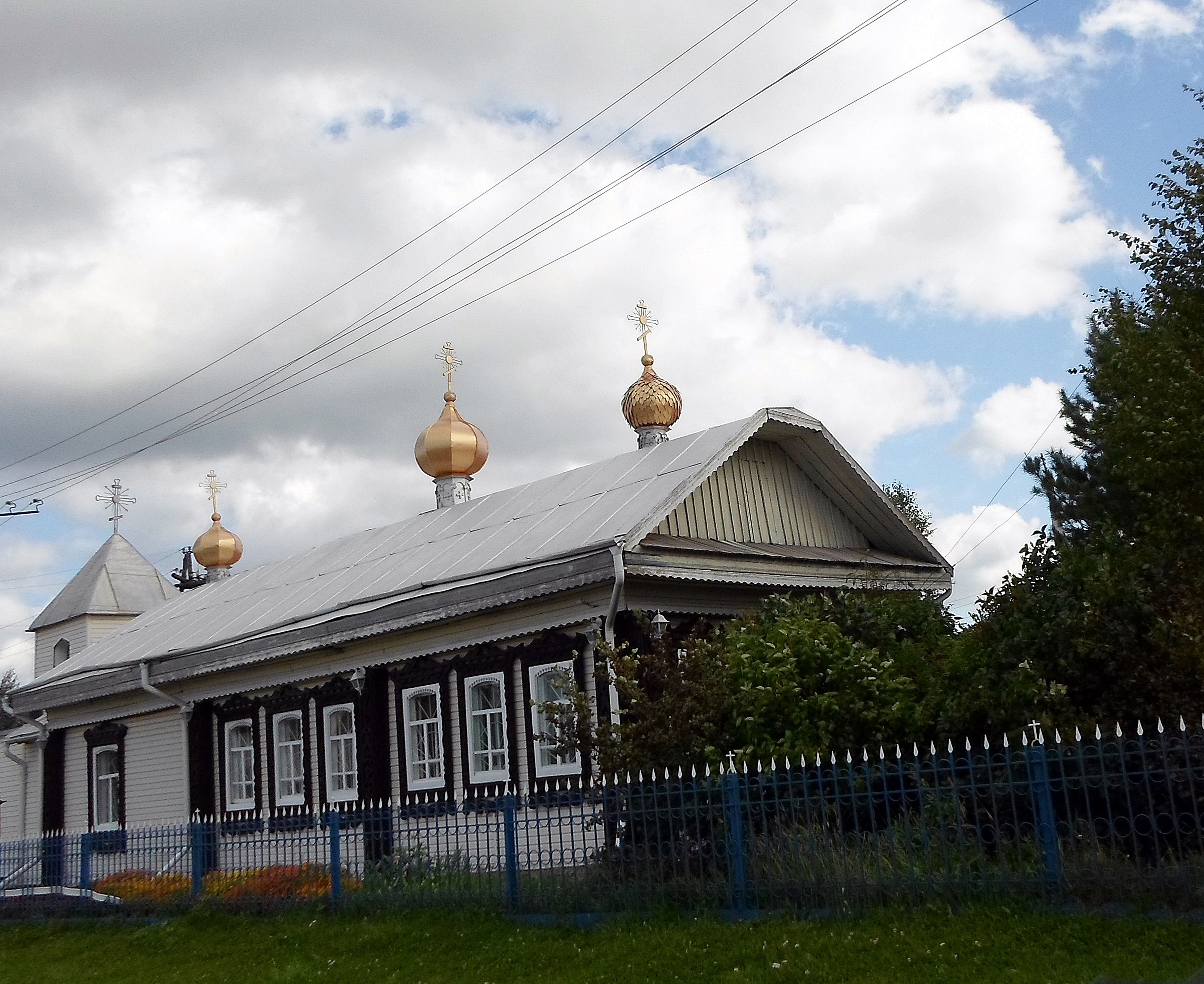
Никольская церковь

Никольская церковь. 1864 год.

## Образование
Средняя школа МБОУ "Большеулуйская СОШ", начальная школа, два детских сада, Новоникольская Детская школа Искусств, Библиотека.

## Медицина
Большеулуйская центральная районная больница, поликлиника.

## Население
| 1959 | 1970  | 1979  | 1989  | 2002  | 2010  |
| ---- | ----- | ----- | ----- | ----- | ----- |
| 3660 | ↗4268 | ↘4153 | ↘4003 | ↘3417 | ↘3340 |

## Экология
Село расположено в умеренном климатическом поясе.
Климат континентальный с морозной зимой и умеренно жарким летом.
Обеспечение села питьевой водой осуществляется с помощью центрального водопровода, источник воды - скважина.
Централизованное водоотведение в селе отсутствует.

## Известные жители
- Захарчук Андрей Николаевич (1974—1995) — участник Первой чеченской войны, прапорщик морской пехоты, Герой Российской Федерации (награжден посмертно). Окончил Большеулуйскую среднюю школу. В его честь названа Большеулуйская районная библиотека.